# José Castelli
José Castelli (São Paulo, 10 augustus of 19 augustus 1904 - 26 september 1984) was een Braziliaanse voetballer en trainer, bekend onder zijn spelersnaam Rato.

## Biografie
Rato begon zijn carrière bij Corinthians in 1921. Hij kreeg hier de bijnaam koning van de dribbel. Met de club won hij zes keer het Campeonato Paulista. In 1931 trok hij net als enkele andere Brazilianen naar het Italiaans Lazio, waar hij aangetrokken werd door spelertrainer Amílcar Barbuy. In 1934 keerde hij terug naar Corinthians en speelde er tot 1937, dat laatste jaar won hij nog de staatstitel.
In 1931 speelde hij een officieuze interland met Brazilië tegen het Hongaarse Ferencvárosi TC. 
Hij trainde Corinthians ook in drie periodes en werd in 1951 en 1952 staatskampioen en won in 1953 zelfs de Pequeña Copa del Mundo met de club, een soort voorloper op de wereldbeker voetbal.